# Accipiter tachiro
L'astore africano (Accipiter tachiro (Daudin, 1800)) è un uccello rapace della famiglia degli Accipitridi originario delle regioni orientali, centro-meridionali e meridionali dell'Africa.

## Descrizione

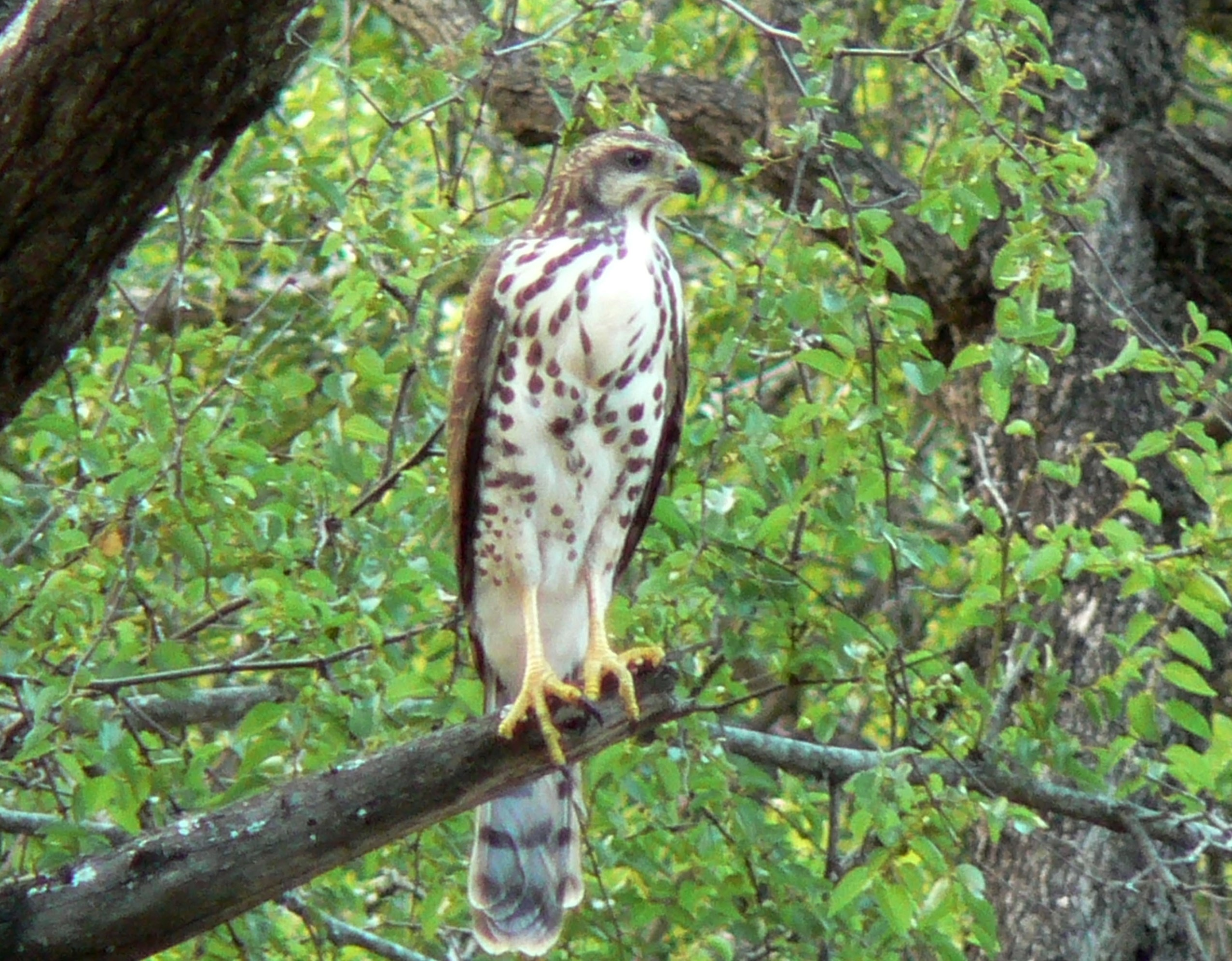
Una femmina immatura.

### Dimensioni
Misura 35–40 cm di lunghezza, per un peso di 160-230 g nei maschi e di 227-510 g nelle femmine; l'apertura alare è di circa 70 cm.

### Aspetto
L'astore africano è un Accipiter africano di dimensioni piuttosto grandi, il più grande dopo l'astore nero. Presenta un piumaggio molto variabile, anche all'interno della stessa sottospecie, con variazioni che riguardano soprattutto la colorazione di fondo e l'estensione e il colore delle barre che ricoprono le parti inferiori. In questa specie ritroviamo il dimorfismo sessuale pronunciato che caratterizza gran parte delle specie del genere Accipiter. La femmina è più grande del maschio di un buon terzo. In genere, il maschio adulto ha le parti superiori e la testa di colore grigio-ardesia e le parti inferiori finemente barrate di grigio-marrone, di marrone-rossiccio o addirittura di rossiccio puro su fondo bianco o sfumato di rossiccio. L'iride è gialla, la cera del becco non è di un giallo così vivace come quella degli altri Accipiter, ma giallastra, giallo-verdastra o perfino grigio-verdastra. La coda è grigio scura, con alcune barre grigio chiare piuttosto distanziate tra loro, talvolta localmente bianche al centro. Le zampe sono gialle. Alcuni maschi hanno i fianchi rossicci o addirittura rossi, privi di striature. La femmina ha le parti superiori di colore marrone scuro e quelle inferiori fortemente barrate di marrone su fondo bianco. La cera è come quella del maschio. L'immaturo è simile alla femmina, ma presenta la parte inferiore del corpo, invece che barrata, fortemente macchiata di marrone su fondo chiaro, e l'iride marrone. Esiste una forma melanica interamente scura, con barre chiare sulla parte superiore della coda e che in volo presenta un netto contrasto tra le remiganti primarie chiare e le copritrici scure. La razza pembaensis è più piccola e di colore grigio chiaro sopra e rosso o rosa-rossiccio sotto.

### Voce
Il grido è uno tchouit acuto che evoca il suono di un bacio, e viene emesso più spesso durante il volo di parata.

## Biologia
L'astore africano, come gli altri Accipiter, caccia alla posta, nascosto tra la fitta vegetazione. Rimane spesso immobile durante la giornata, cacciando preferibilmente all'alba e al calar del sole. Può cacciare girando in cerchio al di sopra della volta e persino effettuando dei brevi inseguimenti nel sottobosco. Al momento della parata nuziale, esegue dei lunghi voli circolari a grande altezza al di sopra della foresta che occupa.

### Alimentazione
L'astore africano si nutre essenzialmente di piccoli uccelli che cattura in volo ma anche nel nido, nonché di pipistrelli e di roditori. Può anche dare la caccia a piccoli rettili, scoiattoli, rane e invertebrati.

### Riproduzione
Il nido è una piattaforma di ramoscelli ben nascosta nella volta. La covata comprende abitualmente due o tre uova, che vengono covate per 30-35 giorni. I nidiacei sono ricoperti da un piumino bianco e lasciano il nido dopo circa 5 settimane.

## Distribuzione e habitat
L'astore africano frequenta tutti i tipi di ambienti forestali: foreste sia decidue che sempreverdi, fino a 3000 metri di altitudine, foreste galleria, savane alberate, mangrovie e piantagioni.
L'astore africano vive nell'Africa orientale, dal sud della Somalia e dall'Uganda a nord, fino al Capo a sud, procedendo lungo la costa oceanica. Alla latitudine del Mozambico, il suo areale si allarga in direzione ovest fino a coprire tutto lo Zambia e lo Zimbabwe, gran parte dell'Angola e il sud della Repubblica Democratica del Congo.

## Tassonomia
Sono ufficialmente riconosciute quattro sottospecie:
- A. t. unduliventer (Rüppell, 1836), diffusa negli altopiani eritrei ed etiopici;
- A. t. sparsimfasciatus (Reichenow, 1895), diffusa dall'estremità sud-orientale dell'Etiopia e dalla Somalia meridionale, attraverso l'Africa orientale, fino a Zanzibar, alla Repubblica Democratica del Congo sud-orientale e alle regioni settentrionali di Angola, Zambia, Malawi e Mozambico;
- A. t. pembaensis Benson e H. F. I. Elliott, 1975, diffusa sull'isola di Pemba (Tanzania);
- A. t. tachiro (Daudin, 1800), diffusa in Angola sud-orientale, Zambia meridionale, Malawi meridionale e dal Mozambico meridionale fino al Sudafrica orientale e meridionale.

## Conservazione
L'astore africano, in grado di adattarsi a qualsiasi tipo di ambiente forestale, comprese le foreste secondarie e le piantagioni, è uno degli Accipiter più comuni delle foreste africane. Pertanto la specie, che non sembra essere danneggiata dai pesticidi, non è per il momento globalmente minacciata. Un'accelerazione nel tasso di deforestazione, tuttavia, costituirebbe naturalmente una vera minaccia.